# Estnische Marineakademie
Koordinaten: 59° 27′ 42″ N, 24° 39′ 59″ O
Die Estnische Marineakademie (estnisch: Eesti Mereakadeemia) ist eine staatliche Marineakademie und militärische Einrichtung, an der angehende Offiziere der estnischen Marine und der estnischen Küstenwache ausgebildet werden. Sie hat ihren Sitz im nordwestlichen Stadtteil Kopli (Stadtbezirk Põhja-Tallinn) von Tallinn, der Hauptstadt Estlands.

## Geschichte
Die Estnische Marineakademie als Fachhochschule wurde am 1. November 1991 gegründet und gliederte sich in die drei Abteilungen Marinewissenschaft, Marinetechnik und Navigation. Zu Beginn der 2000er Jahre bildeten dort etwa 100 Lehrkräfte und wissenschaftliche Angestellte rund 900 Studenten aus. Am 1. August 2014 wurde die Marineakademie Teil der Technischen Universität Tallinn, wobei einige Bereiche zu einer eigenständigen Berufsschule (Eesti Merekool) ausgegliedert wurden.